# Rinaldo Fioramonte Martino
Rinaldo Fioramonte Martino (Rosario, 6 de octubre de 1921 - Buenos Aires, 15 de noviembre de 2000) fue un jugador de fútbol argentino. Una de las grandes figuras de la notable generación de futbolistas argentinos de los años 40 junto al "Charro" Moreno, Pedernera, Pontoni, Méndez, Labruna y De la Mata entre otros. La Asociación del Fútbol Argentino lo ha incluido entre los 24 futbolistas argentinos que integran el Salón de la Fama. El destacado arquero uruguayo Roque Gastón Máspoli consideró que Martino fue uno de los mejores jugadores del mundo en su época. 
Con la selección argentina ganó los Campeonatos Sudamericanos de 1945 y 1946, jugó también en la selección italiana. Fue campeón con el San Lorenzo de Almagro en Argentina, la Juventus en Italia y Nacional en Uruguay. No tiene ningún parentesco familiar con el exjugador Gerardo Martino. Se casó con Nilda Barragán con la cual tuvo dos hijas llamadas Marcela y Paula Elina.
Ya retirado, en los años 60, abrió "Caño 14", un conocido reducto nocturno de tango, en Buenos Aires. Falleció el 15 de noviembre de 2000, a la edad de 79 años.

## Biografía

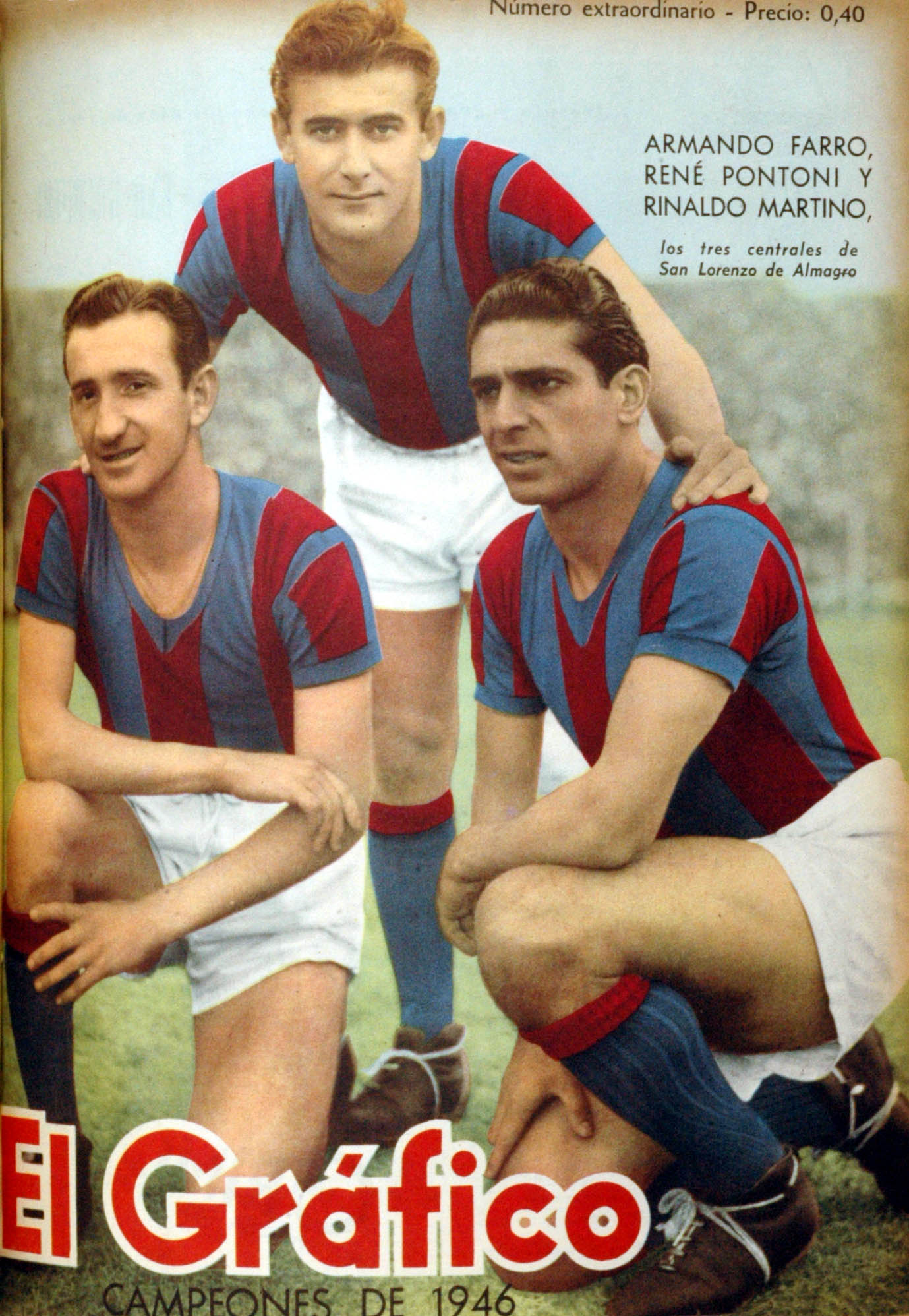
Armando Farro, René Pontoni y Rinaldo en San Lorenzo en 1947.

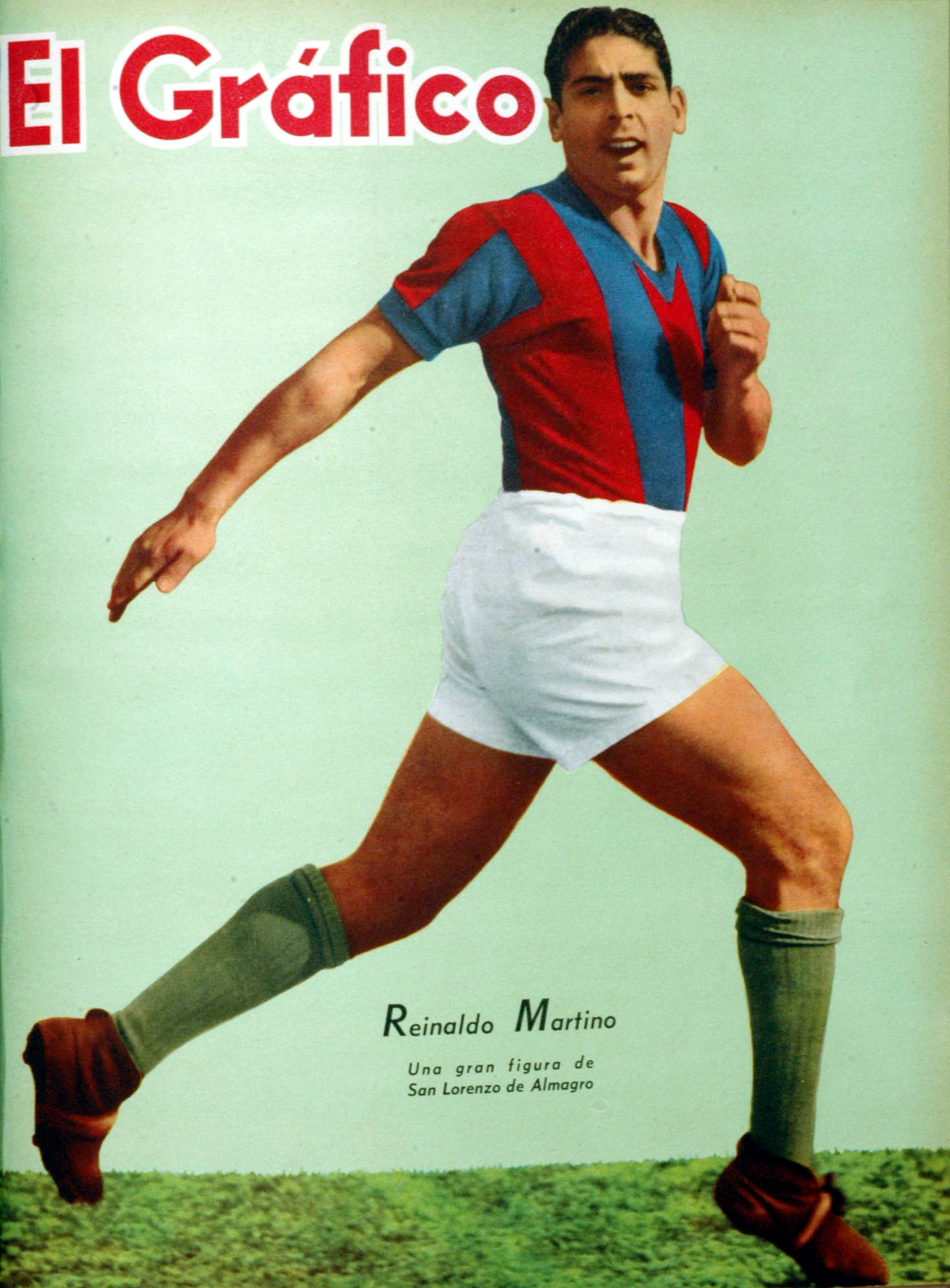
Reinaldo Martino (San Lorenzo) en 1941.

Sus primeros pasos en el fútbol los realizó en el club Peñarol, de la ciudad de Rosario, Santa Fe, para luego de pasar por el Club Belgrano de la misma ciudad, con el que disputó los torneos de la Asociación Rosarina de Fútbol. Luego de aquello, fue transferido al Club Atlético San Lorenzo de Almagro, de Buenos Aires. Comenzó actuando como entreala derecho y luego, el DT húngaro Emérico Hirschl, lo ubicó a la izquierda. En el campeonato de 1942 fue goleador con 25 tantos. Se destacaba por su gran capacidad para la "gambeta" y su elegancia en el juego. Formó parte de El Terceto de Oro con René Pontoni y Armando Farro un trío letal con el que San Lorenzo ganó el campeonato argentino de 1946 y que realizó una exitosa gira por Europa en ese año.
El apodo "Mamucho" se lo puso Bartolomé Colombo, compañero de equipo en San Lorenzo, bromeando sobre la expresión «más mucho» que le oyó decir a Martino. 
En 1945 y 1946 salió campeón sudamericano con la selección argentina. En el primero de los dos, definió el campeonato con un gol histórico ante Uruguay, en el que luego de eludir a tres rivales, amagó un pase y de "chanfle" la colocó por encima de la cabeza del notable arquero Roque Gastón Máspoli. Ha sido considerado uno de los goles más célebres de la historia del fútbol sudamericano y fue bautizado "el gol de América."
A fines de la década del 40 jugó un año en la Juventus de Italia, con la que salió campeón italiano, e incluso en la selección nacional de ese país. A su regreso jugó en Nacional de Montevideo, con el que salió campeón uruguayo. Al año siguiente fue transferido a Boca Juniors, y poco después volvió a Nacional, saliendo nuevamente campeón.
En 1953 Nacional le dio el pase libre y Martino fichó y jugó para Cerro, donde se retiró.
Ya en su retiro, en la década de 1960, Martino se relacionó con el mundo del tango, y creó "Caño 14", uno de los clásicos centros tangueros de Buenos Aires. Él mismo había quedado ya en la historia del tango como futbolista, al ser mencionado (junto a Mario Boyé y Emilio Baldonedo) en El sueño del pibe, de Puey y Yiso.

## Trayectoria
| Equipo              | Temporadas | Partidos | Goles | Promedio |
| ------------------- | ---------- | -------- | ----- | -------- |
| San Lorenzo         | 1941-1948  | 233      | 142   | 0,61     |
| Juventus            | 1949-1950  | 33       | 18    | 0,55     |
| Nacional            | 1950       | 18       | 10    | 0,55     |
| Boca Juniors        | 1951       | 15       | 3     | 0,20     |
| Nacional            | 1952       | 12       | 5     | 0,42     |
| São Paulo           | 1953       | 5        | 1     | 0,20     |
| Cerro               | 1953       | 4        | 1     | 0,25     |
| Selección Argentina | 1942-1947  | 20       | 15    | 0,75     |
| Selección Italiana  | 1949       | 1        | 0     | 0,00     |
| Total en su carrera | 1941-1953  | 336      | 194   | 0,58     |

## Palmarés

### Campeonatos nacionales
| Título               | Club        | País      | Año     |
| -------------------- | ----------- | --------- | ------- |
| Copa de la República | San Lorenzo | Argentina | 1943    |
| Primera División     | San Lorenzo | Argentina | 1946    |
| Serie A              | Juventus    | Italia    | 1949-50 |
| Primera División     | Nacional    | Uruguay   | 1950    |
| Primera División     | Nacional    | Uruguay   | 1952    |

### Copas internacionales
| Título       | Sede      | Equipo              | Año  |
| ------------ | --------- | ------------------- | ---- |
| Copa América | Chile     | Selección argentina | 1945 |
| Copa América | Argentina | Selección argentina | 1946 |

### Distinciones individuales
| Distinción                                | Año  |
| ----------------------------------------- | ---- |
| Integrante del Salón de la Fama de la AFA | 2013 |